# NGC 1938
NGC 1938 (другое обозначение — ESO 56-SC108) — рассеянное скопление в созвездии Золотой Рыбы, расположенное в Большом Магеллановом Облаке. Открыто Джеймсом Данлопом в 1826 году. Масса NGC 1938 составляет 4800 M⊙, возраст — 120 миллионов лет. У этого скопления наблюдается аномально большая величина межзвёздного поглощения. Визуально NGC 1938 располагается очень близко к NGC 1937, но физическая связь этих скоплений маловероятна.
Этот объект входит в число перечисленных в оригинальной редакции «Нового общего каталога».